# Мармозетка джудже на Росмален
Мармозетката джудже на Росмален (Callibella humilis) е вид бозайник от семейство Остроноктести маймуни (Callitrichidae), единствен представител на род Callibella. Видът е световно застрашен, със статут Уязвим.

## Разпространение
Разпространен е в Бразилия (Амазонас).